# 우진비앤지
우진비앤지(WooGene B&G CO., LTD)는 대한민국의 동물용 의약품 제조 및 판매 기업이다. 본사는 경기도 화성시 양감면 정문송산로 230에 위치해 있으며 대표이사는 강석진이다. 돼지 인플루엔자 백신 등 동물용 의약품을 연구개발한다

## 상장
2008년 5월 20일에 공모가 4,000원에 코스닥 시장에 상장하였다.

## 같이 보기
- 아프리카돼지열병
- 럼피스킨병

## 참고문헌
1. ↑  우진비앤지, 소 럼피스킨병 확산에 동물 백신주 '급등', 전국매일신문, 2023.10.23
2. ↑  신지혜, 한국기업데이터 기술분석보고서-우진비앤지, 2021.10.07.
3. ↑  우진비앤지 주가 방긋...아프리카돼지열병 산발적으로 지속 발생, 핀포인트뉴스, 2023.11.07
4. ↑  우진비앤지㈜ 돼지 인플루엔자 백신(SIV) 출시를 위해 연구개발에 박차, 인포스톡데일리, 2023.09.20